# Sukjong (Joseon)
Sukjong (koreanisch: 숙종, * 7. Oktober 1661 in Joseon; † 12. Juli 1720 ebenda) war während seiner Regierungszeit von 1674 bis 1720 der 19. König der Joseon-Dynastie (조선 왕조, 1392–1910) in Korea.

## Leben
Sukjong, der unter dem Namen Sun (순) geboren wurde, war Sohn des Königs Hyeonjong (현종). Nachdem er im Alter von 13 Jahren selbst König geworden war, war er lange Zeit ohne Nachkommen, und als er den Sohn seiner Konkubine als Kronprinz einsetzen wollte, gab es heftige Widerstände am Hofe.
Eine Besonderheit von König Sukjongs Regierungsstil war, dass er oft sein Kabinett umbildete, weil dies nach seiner Ansicht die Treue seiner Untertanen durch Wettbewerb stärken könne. Das Resultat war, dass viele seiner Gelehrten sich vom politischen Prozess ausgeschlossen fühlten. Als Folge davon entstanden nahezu 300 private Akademien, Seowon (서원) genannt, in denen viele der gebildeten Leute, die dem Neokonfuzianismus anhängig waren, ihre Nachkommen ausbildeten. Die Akademien entwickelten auf diesem Wege den Mainstream in Bezug auf die konfuzianische Bildung und Wissenschaft und wurden als Sallim (산림, ländlich Gebildete) vom Hofe später respektiert. Um der Entfremdung der ländlichen Gelehrten vom Hofe und seinen Regierungsgeschäften entgegenzuwirken, versorgte Sukjong sie mit verschiedenen Ämtern und vergab Beraterrollen.
Militärisch festigte Sukjong seine Macht mit der Schaffung von fünf neuen Garnisonen, Ogunyeong (오군영) genannt. Er ließ sie um die Hauptstadt herum errichten. Chongyungcheong (총융청) wurde im Norden angelegt, Sueocheong (수어청) im Süden, Geumwiyeong (금위영) bildete die Hauptstadtgarnison und  Eoyeongcheong (어영청) nahm ihre Aufgaben als königliche Garde wahr. Alle Soldaten wurden auf Grundlage des von Chi Ji-guang verfassten Werkes Chi-hsiao-hsin-shu (Neuer Text der praktischen Taktik) ausgebildet und gedrillt. Er schuf das Werk nach den Erfahrungen der Kriegsführung Chinas gegen die Attacken der Japaner.
Die bäuerlichen Farmer hatten einen Dienst in der Armee und in Rotation auch in der Hauptstadt zu verrichten. Sie konnten sich zwar mit der Zahlung von zwei Ballen Kleider vom Dienst in der Armee befreien lassen, aber es war für die meisten sehr schwer, diese Mengen an Stoff aufzubringen, sodass sich viele nicht vom Armeedienst befreien lassen konnten.
Trotz des Ausbaus an militärischer Stärke litt das Reich unter Sukjong an einem Mangel an ökonomischer Entwicklung. Gleichzeitigen wuchs die Bevölkerung rapide. 1657 zählte die Bevölkerung rund 2,3 Millionen Untertanen, 1668 waren es 5,0 Millionen Einwohner und 1717 waren rund 6,8 Millionen im Lande zu versorgen. Die Lebensmittel wurden knapp und 1671 starben über 300 000 Menschen während einer Hungersnot. Erbitterte Richtungskämpfe am Hofe waren in den Jahren 1680, 1689 und 1694 die Folge und führte zu Hinrichtungen einiger Gelehrter.

## Grabmal des Königs
König Sukjong wurde auf dem königlichen Friedhof Seooreung (서오릉, Fünf Gräber im Westen) beerdigt, der der zweitgrößte seiner Art in Korea ist. Dort fanden auch seine drei Frauen (Königinnen) und seine Schwiegertochter ihre letzte Ruhestätte.